# Peter Leitch
Peter John Leitch (Montreal, 19 augustus 1944 – West Village (New York), 30 december 2024) was een Canadees jazzgitarist, journalist, fotograaf en leraar.

## Biografie
Leitch begon in zijn tienerjaren met gitaar spelen. Hij begeleidde veel verschillende acts in nachtclubs in Montreal. Hij nam begin jaren 1970 op met Sadik Hakim. Eind jaren 1970 werkte hij in Toronto met Milt Jackson, Red Norvo en Kenny Wheeler en ging hij op tournee met Fraser MacPherson in de Sovjet-Unie. Hij was ook lid van het Al Gray-Jimmy Forrest-kwintet. Begin jaren 1980 verhuisde hij naar New York, waar hij speelde met Gary Bartz, Jaki Byard, Ray Drummond, John Hicks, Kirk Lightsey, Bobby Watson en Smitty Smith. Hij nam op met Jeri Brown, Dominique Eade, Oscar Peterson, Woody Shaw en Pete Yellin. In 1981 bracht hij zijn eerste soloalbum uit. Hij heeft gewerkt als journalist, fotograaf en leraar.
Leitch kondigde zijn pensionering op 21 juli 2015 aan op Facebook. 'Vanwege een reeks medische problemen is het uiterst onwaarschijnlijk dat ik ooit nog een keer gitaar zal spelen. Ik wil mijn oprechte dank betuigen aan al die mensen die hebben genoten, gekocht, beluisterd, gestolen (lol) of anderszins de muziek hebben opgepikt. De opnamen (de meeste) zijn nog steeds aanwezig en beschikbaar. Ik wil natuurlijk ook die geweldige muzikanten bedanken die hebben meegewerkt aan het maken van deze muziek. De muziek op zondagavond bij Walkers is voor voorlopig onder leiding van bassist Sean Smith, met uitzondering van 26 juli (bassist Harvie S)'. Omdat hij echter geen gitaar meer kon spelen, begon hij met het arrangeren en componeren van muziek voor een 12-14-koppig ensemble. Het Peter Leitch New Life Orchestra debuteerde op 30 november 2018 in Club 75, het Bogardus Mansion, in de modieuze wijk TriBeCa in New York.
Leitch overleed op 30 december 2024 op 80-jarige leeftijd aan longkanker.

## Discografie

### Als leader
- 1982: Jump Street (Pausa Records)
- 1982: Sometime in Another Life met George McFetridge (Jazz House)
- 1985: Exhilaration (Uptown)
- 1987: Red Zone (Reservoir Records)
- 1987: On a Misty Night (Criss Cross Records)
- 1989: Portraits and Dedications (Criss Cross)
- 1990: Mean What You Say (Concord Jazz)
- 1991: Trio/Quartet '91 (Concord Jazz)
- 1993: From Another Perspective (Concord Jazz)
- 1993: A Special Rapport (Reservoir)
- 1994: Duality met John Hicks (Reservoir)
- 1995: Colours & Dimensions (Reservoir)
- 1996: At First Sight met Heiner Franz (Jardis)
- 1997: Up Front (Reservoir)
- 1999: Blues on the Corner (Reservoir)
- 2004: Autobiography (Reservoir)
- 2007: Self Portrait (Jazz House)
- 2013: California Concert (Jazz House)
- 2014: Landscape (Jazz House)

### Als sideman
- 1973: Sadik Hakim, Sadik Hakim (Radio Canada International)
- 1980: Al Grey, Jimmy Forrest, O.D. (Out 'Dere) (Greyforrest)
- 1980: Oscar Peterson, The Personal Touch (Pablo)
- 1987: Woody Shaw, Solid (Muse)
- 1991: Jaki Byard, Phantasies II (Soul Note)
- 1992: Jeri Brown, Unfolding the Peacocks (Justin Time Records)
- 1994: Renee Rosnes, Neil Swainson, Ralph Bowen, Terry Clarke, Free Trade (Justin Time)
- 1996: Chris McNulty, Time for Love (Amosaya)
- 1997: Dominique Eade, When the Wind Was Cool (RCA Records)
- 1998: Pete Yellin, Mellow Soul (Metropolitan)
- 2000: Jaki Byard, My Mother's Eyes (M&I)
- 2001: Gary Bartz, The Montreal Concert (DSM)
- 2008: Pete Yellin, How Long Has This Been Going On? (Jazzed Media)

- Bibsys: 7002788
- Gemeinsame Normdatei: 134810457
- International Standard Name Identifier: 0000 0003 7426 794X
- Library of Congress Control Number: n91113539
- MusicBrainz: a288aa48-6445-41e5-9b89-b682abc8ca34
- Nederlandse Thesaurus van Auteursnamen: 107921332
- Virtual International Authority File: 10039221
- WorldCat: E39PBJq6TPD8RK9pfTFhXMxhpP